# Vincenzo Campi

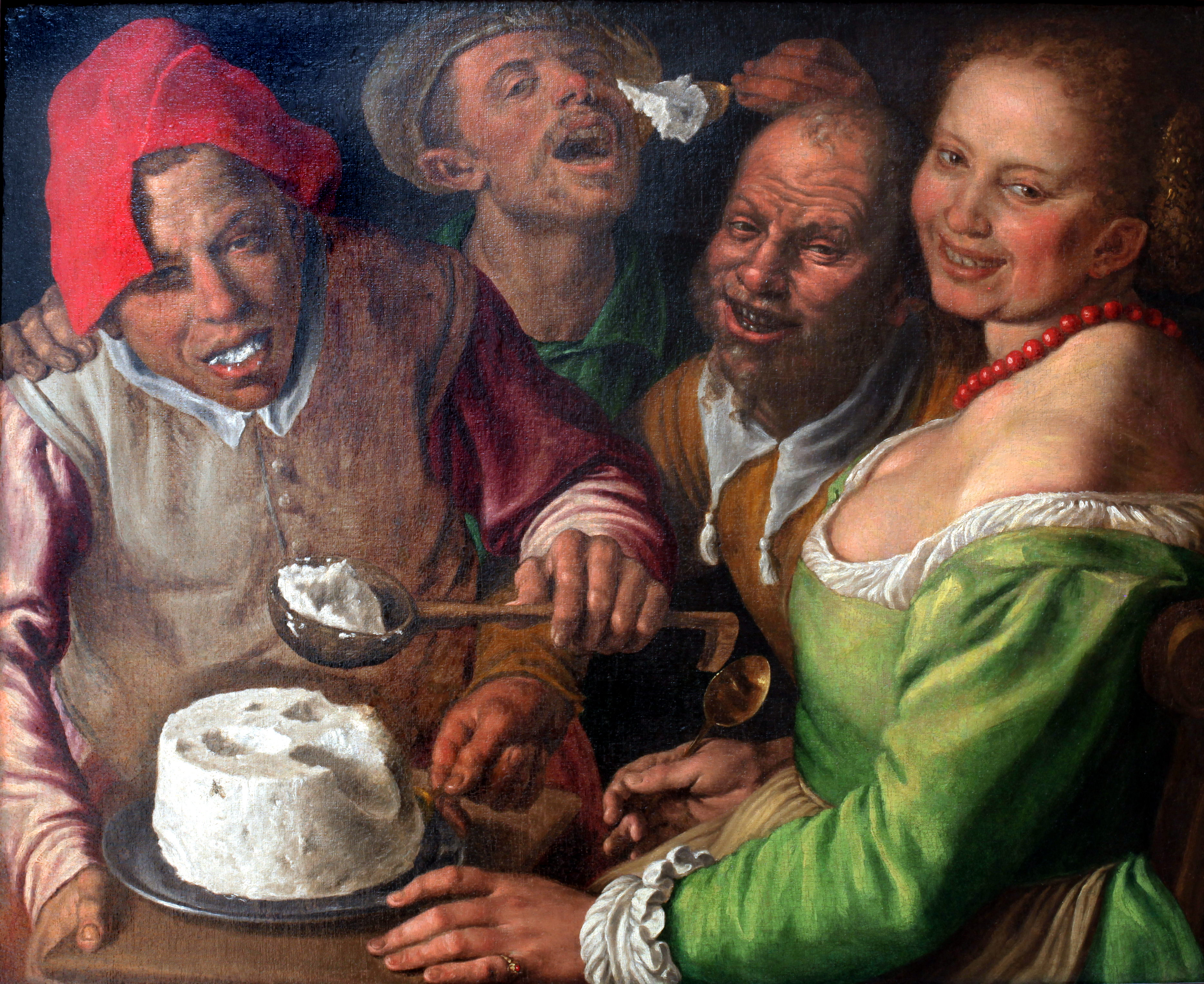
I mangiatori di ricotta

Vicenzo Campi (Cremona, 1536 — 1591) foi um pintor italiano do Renascimento em Cremona.

## Biografia
Campi nasceu em uma família de artistas proeminentes. Era filho do pintor renascentista italiano Galeazzo Campi e irmão mais novo dos pintores Giulio Campi Giulio e Antonio Campi Antonio. Acredita-se que Vincenzo e Antonio tenham treinado na oficina de seu irmão mais velho, Giulio, um proeminente pintor e arquiteto que trabalha em Cremona.
Seu estilo funde a Lombardia com o Maneirismo. É conhecido por uma série de quadros, a maioria pintados após 1570, que mostram cenas de comidas, frutas e verduras locais. Na época, esse tipo de obra era incomum na Itália, e mais comum na Holanda, como se vê nos quadros de Joachim Beuckelaer. 
Em Cremona, sua família tinha o estúdio mais conhecido da época, onde trabalhavam Giulio Campi e Antonio Campi. 